# Westerveld (begraafplaats)

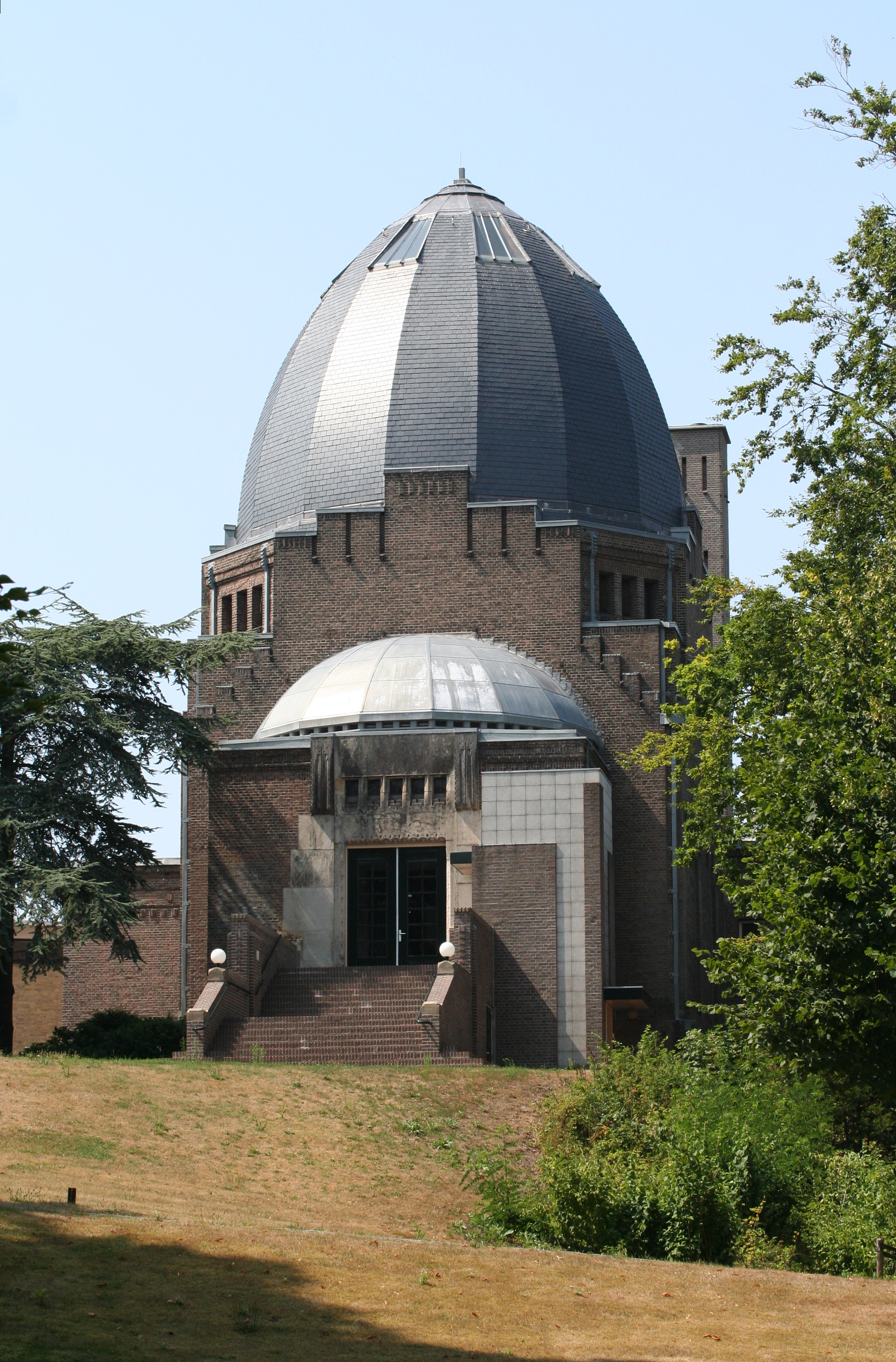
Het Crematorium, ontworpen door Marius Poel

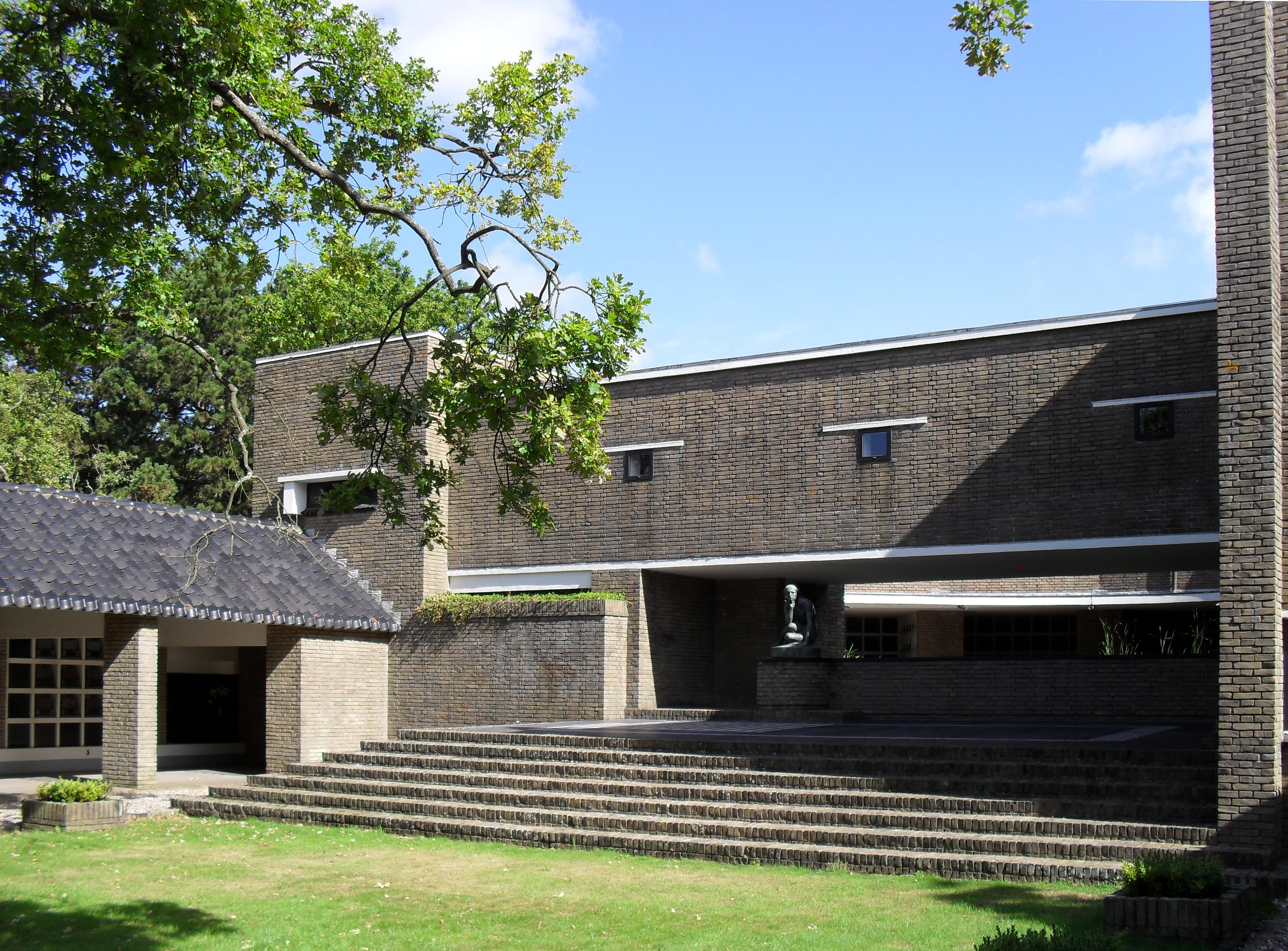
Tweede Columbarium, ontworpen door Willem Dudok

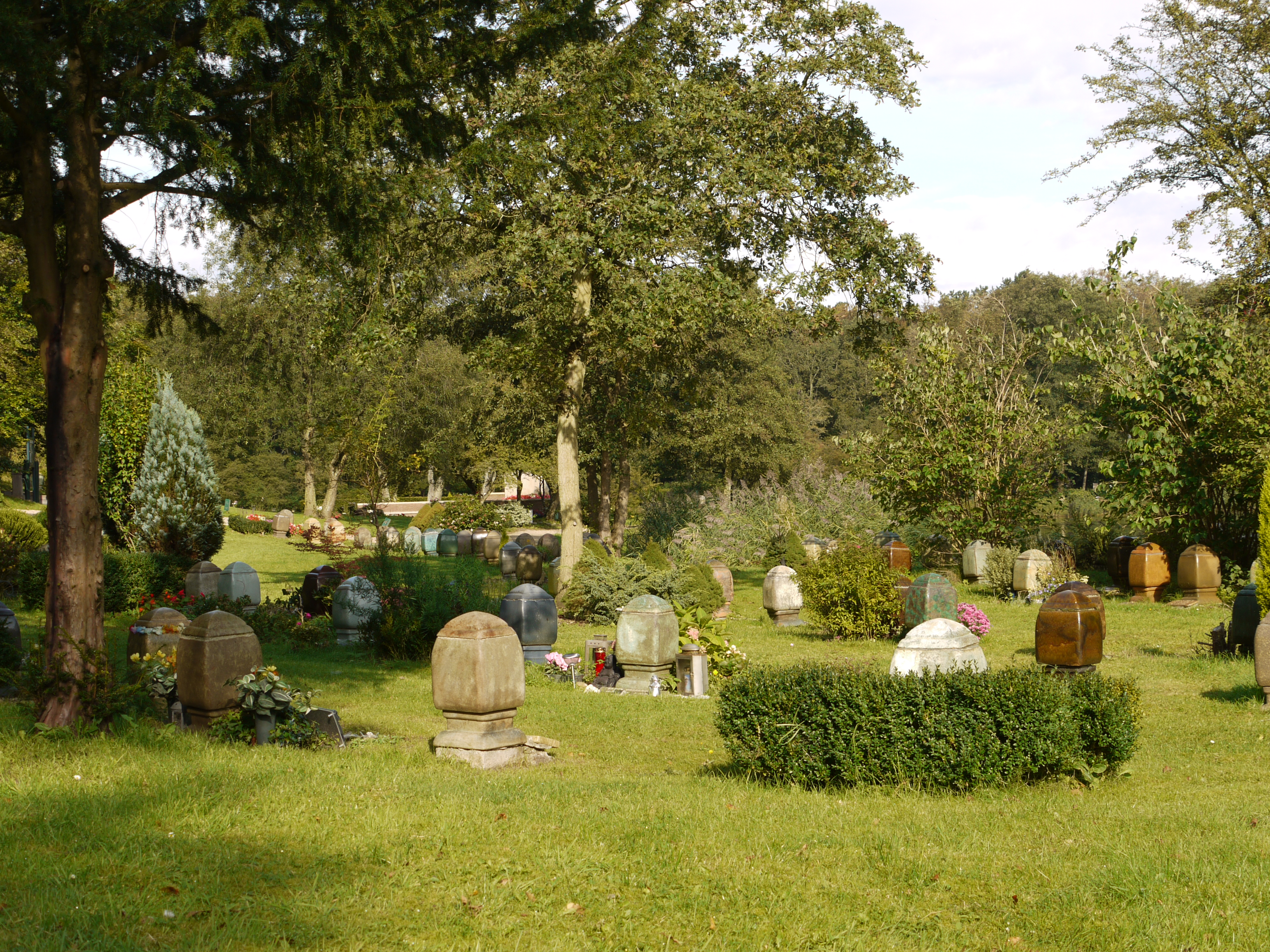
Urnenveld met uniforme, paddenstoelvormige urnen, ontworpen door Willem Dudok

Westerveld (Begraafplaats & Crematorium Westerveld), gelegen aan de Duin en Kruidbergerweg in Driehuis, is een van de oudste particuliere begraafplaatsen in Nederland. Op het terrein van de begraafplaats bevindt zich tevens een crematorium, het eerste van Nederland.
De eigenaar van Begraafplaats & Crematorium Westerveld is de Facultatieve Groep.

## Omschrijving
Op 23 juli 1888 werd Koninklijke toestemming verkregen voor het inrichten van landgoed Westerveld tot begraafplaats. Op 1 mei 1890 werd de begraafplaats officieel geopend. Westerveld was vanaf het begin een begraafplaats voor "alle gezindten" – wat destijds nog iets bijzonders was – en legde aldus de grondslag voor de huidige algemene begraafplaatsen.
Westerveld is onder meer bekend om Crematorium Velsen. Het crematorium werd in 1913 gebouwd naar een ontwerp van de architect Marius Poel. Op 1 april 1914 vond de eerste crematie plaats.  De lijkverbranding van huisarts C.J. Vaillant was bedoeld om een proefproces uit te lokken. Tot een vervolging kwam het echter niet, het cremeren werd gedoogd. Pas in 1955 werd crematie in Nederland wettelijk toegestaan.
Het crematorium heeft zes columbaria. Van deze zes, zijn er vier ontworpen door Willem Dudok. Dudok ontwierp  ook een serie uniforme, paddenstoelvormige urnen. 
Op 1 januari 2004 zijn begraafplaats Westerveld en het crematorium Velsen samengevoegd en is de officiële naam Begraafplaats & Crematorium Westerveld.
Op Westerveld staat een monument uit 1948 voor Eduard Douwes Dekker, omdat hij de eerste Nederlander in de moderne tijd (in  1887) was die werd gecremeerd. Dekker is in Gotha gecremeerd. Het monument bevat de urnen met zijn as en die van zijn echtgenote en was een initiatief van de Vereniging voor Facultatieve Lijkverbranding.

## Overledenen
| - Jan Barents (gecremeerd; as bijgezet) - Bram Bart (begraven) - Hendrik Teding van Berkhout (begraven) - Auke Bloembergen (begraven) - Henri Boot (begraven) - Boudewijn Büch (begraven) - Joop Campioni (gecremeerd) - Johan Adriaan Herman Coops (gecremeerd) - Willy Corsari (gecremeerd) - Louis Couperus (gecremeerd) - Henriëtte Davids (gecremeerd; as bijgezet) - Louis Davids (gecremeerd; as bijgezet) - Eduard Douwes Dekker (as bijgezet) - Lodewijk van Deyssel (begraven) - Conrad Theodor van Deventer (gecremeerd) - Abraham Dudok van Heel (begraven) - G.L. Durlacher (gecremeerd) - Ferdinand Domela Nieuwenhuis (gecremeerd) - W.H. van Eemlandt (gecremeerd; as bijgezet) - Youri Egorov (gecremeerd) - Max Euwe (gecremeerd) - Anthony Fokker (as begraven) - Pim Fortuyn (begraven) - tijdelijk. Herbegraven in Provesano - Theo Frenkel jr. (gecremeerd) - Maus Gatsonides (urn bijgezet in familiegraf) - A.D.N. van Gendt (gecremeerd) - Lex Goudsmit (gecremeerd) - Amy Groskamp-ten Have (gecremeerd) - Olga de Haas (gecremeerd) - Thérèse van Hall (begraven) - Gregory Halman (begraven) - Gerrit Jan Heijn (gecremeerd) - Frédérique Huydts (gecremeerd) - Isaac Israëls (gecremeerd; as bijgezet) - Aletta Jacobs (gecremeerd; as bijgezet) - A.M. de Jong (gecremeerd) - Carel Henrik Kindermann (gecremeerd) - Dirk Jakobus Klink (gecremeerd) - Jacob Frederik Klinkhamer (gecremeerd) | - Henri Knap (gecremeerd) - Kirill Kondrasjin (begraven) - Henri Koot (gecremeerd) - Herman Koppeschaar (gecremeerd) - Pieter Lodewijk Kramer (begraven) - Arend Langenberg (begraven) - C.M.A.A. Lindeman (gecremeerd; as bijgezet) - Willy Lohmann (gecremeerd) - Ank van der Moer (gecremeerd) - Louise Moor (begraven) - Top Naeff (gecremeerd) - Abraham Anthony Noske (begraven) - Annie Oosterbroek-Dutschun (gecremeerd) - Guus Oster (gecremeerd) - Anton Pieck (gecremeerd) - Fred Polak (begraven) - Wim Rigter (begraven) - Willem Ruis (gecremeerd) - Willem Rooseboom (gecremeerd) - Willem Royaards (begraven) - Teddy Schaank (begraven) - Nel Schuttevaêr-Velthuys (gecremeerd) - J. Slauerhoff (gecremeerd; as bijgezet) - Andries van der Sloot (gecremeerd) - Henk Sneevliet - Rosa Spier (begraven) - Adriaan Stoop (gecremeerd) - Marie Anne Tellegen (gecremeerd) - Marten Toonder (gecremeerd) - Joop den Uyl (gecremeerd; as bijgezet) - Evert Vermeer (gecremeerd) - Bram Vermeulen (gecremeerd) - Kees Verwey (begraven) - Jeanne Verwey-Tilbusscher (begraven) - Louis Constant Westenenk (gecremeerd) - Henri van Wermeskerken (begraven) - Tineke Wibaut-Guilonard (gecremeerd) - Zwarte Riek (gecremeerd) |

## Externe links

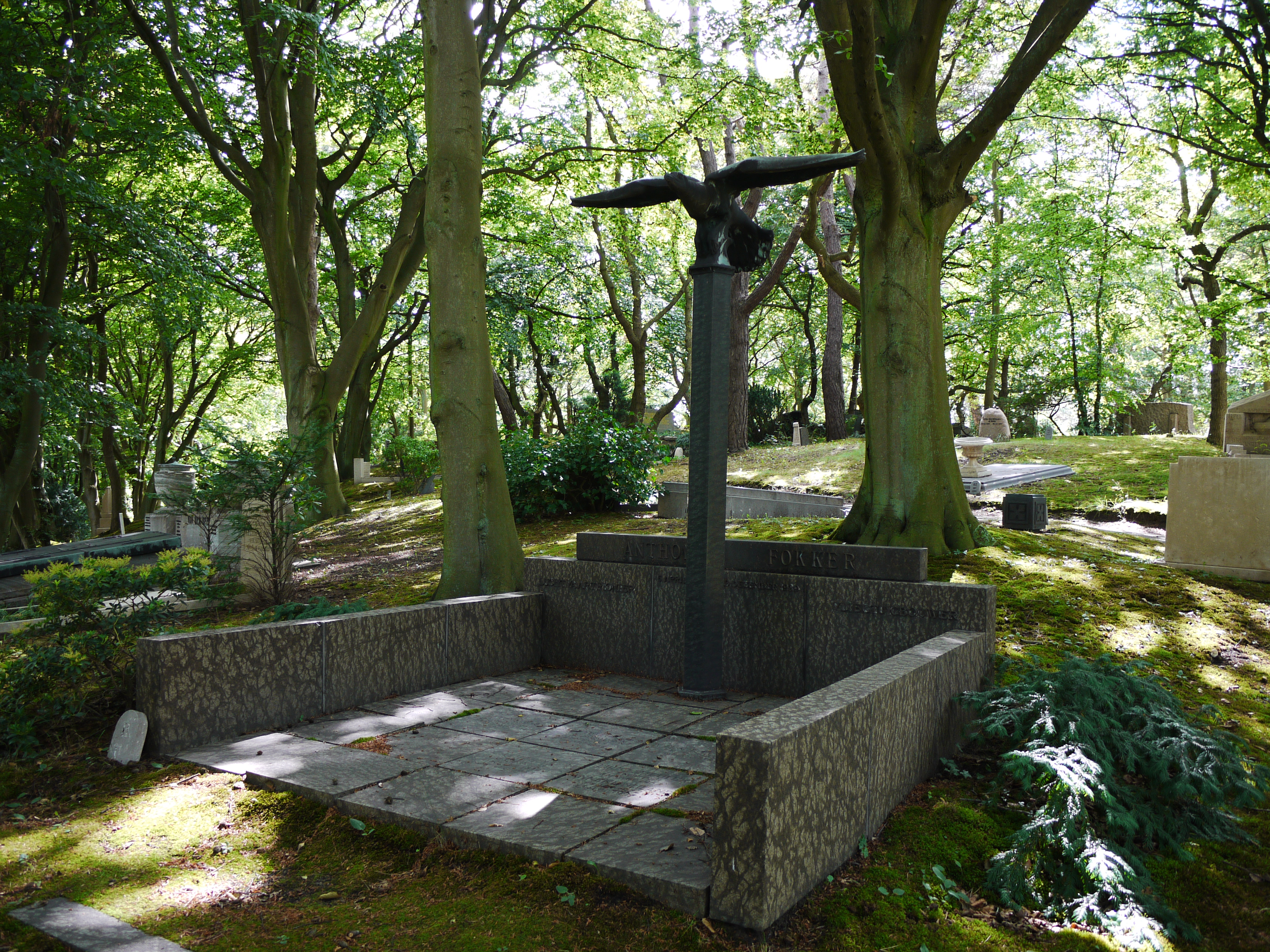
Grafmonument van Anthony Fokker
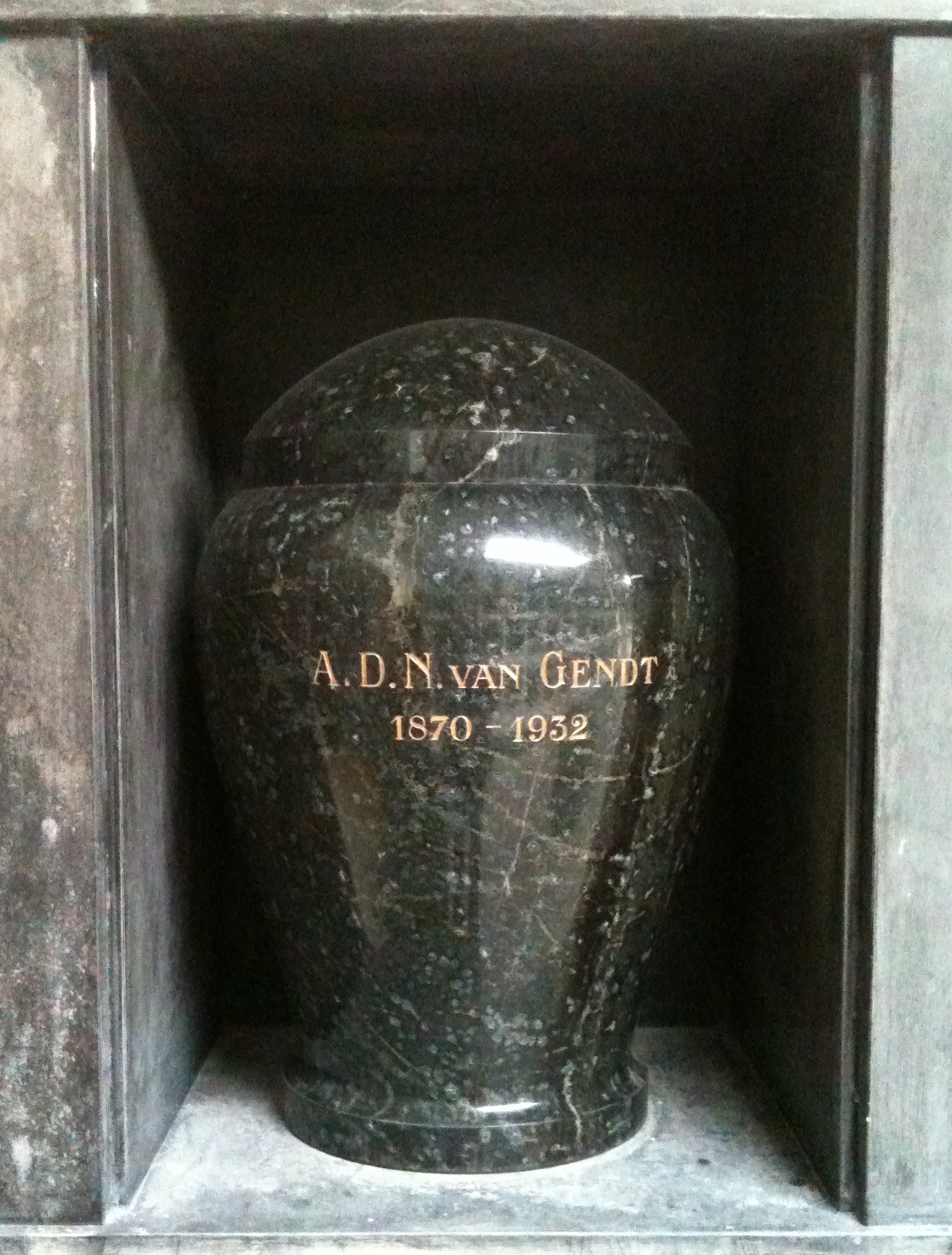
Urn van architect A.D.N. van Gendt
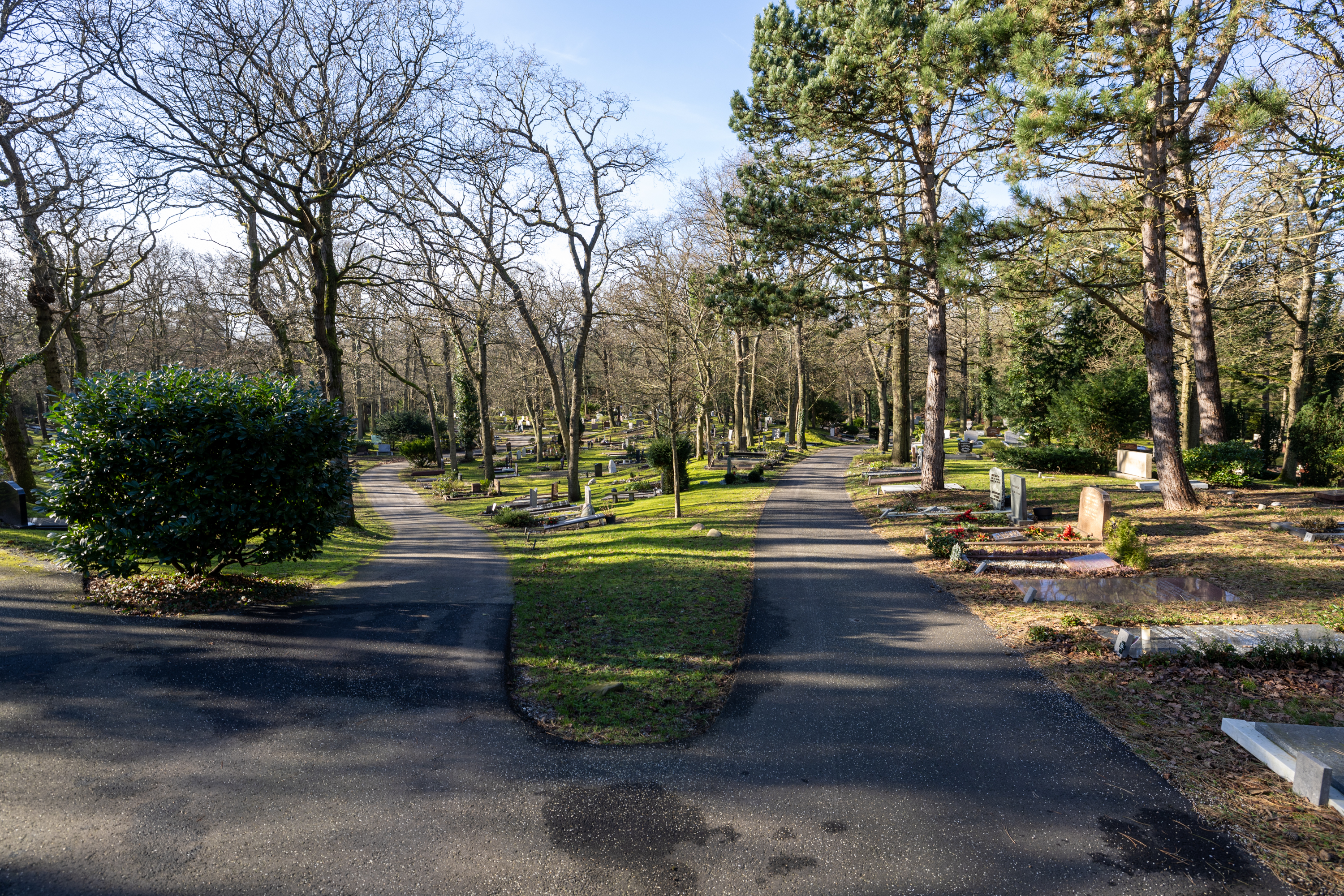
Wandelpaden en grafvelden
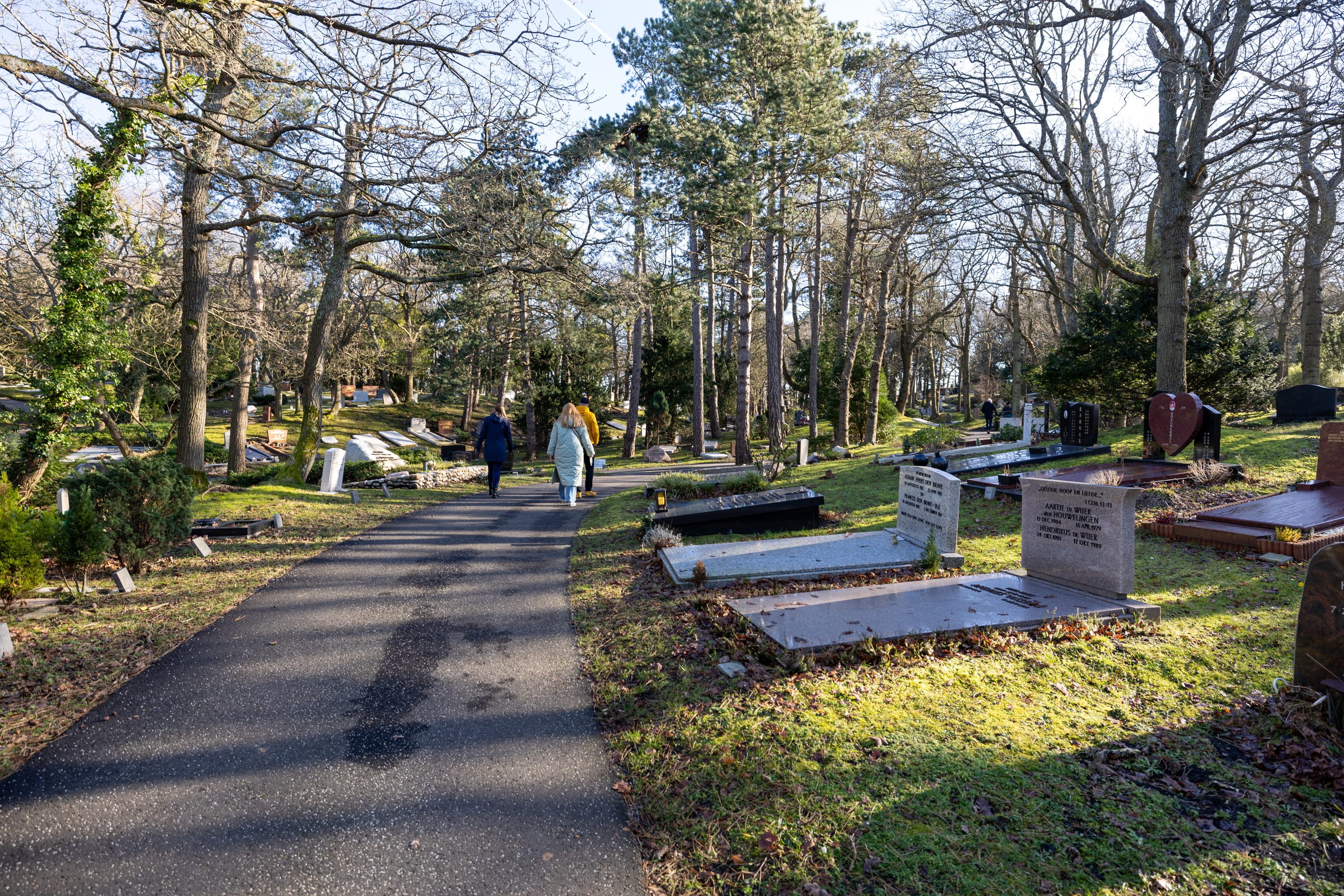
Wandelpaden en grafvelden
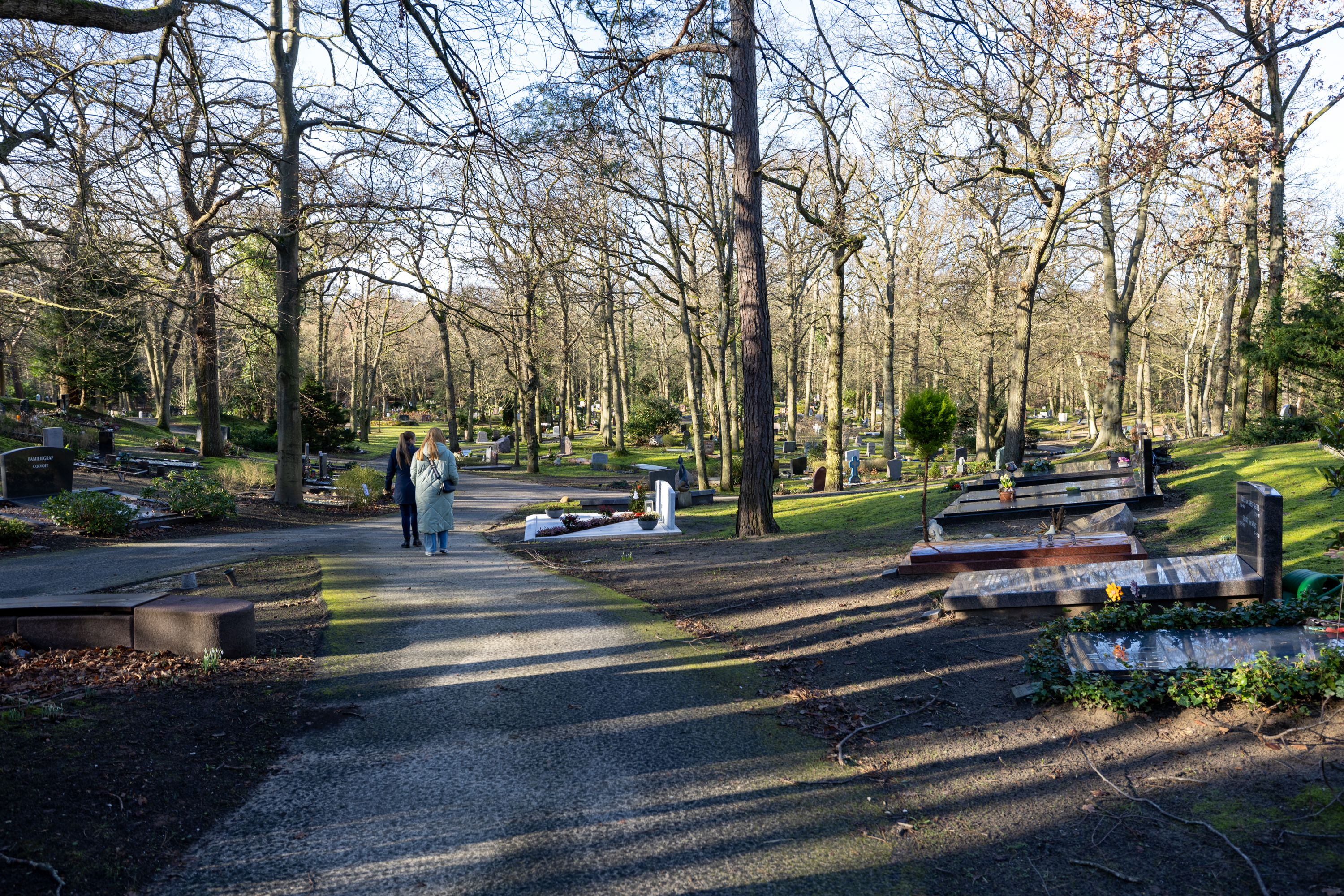
Wandelpaden en grafvelden